# Білорусь 1
«Білорусь 1» (біл. Беларусь 1) — основний державний телеканал Білорусі. Це перший національний телеканал Республіки Білорусь. Використовується для поширення пропаганди в Білорусі.

## Про телеканал
Канал входить в структуру Національної державної телерадіокомпанії Республіки Білорусь. Мовлення йде білоруською та російською мовами. Початок мовлення — 1 січня 1956 року.

## Логотип
Телеканал змінив 7 логотипів. Нинішній — 8-ю за рахунком.
З 1991 по 2000 рік стояв у правому нижньому куті. З 2000 по 2011 рік стояв у лівому верхньому куті. З 2011 по теперішній час стоїть у правому верхньому куті.
- З 1 січня 1956 по 24 грудня 1991 логотип був відсутній.
- З 25 грудня 1991 по 28 серпня 1994 логотипом був білий напис «ТБК» у сірому квадраті. Перебував у правому нижньому куті.
- З 29 серпня 1994 по 30 серпня 1998 використовувався такий же логотип, але напис змінився на «БТ». Перебував там же.
- З 31 серпня 1998 по 27 серпня 2000 логотип був у вигляді ромба, складеного з трьох трикутників червоного, зеленого і білого кольорів, замість четвертого трикутника був напис «БТ». Перебував там же.
- З 28 серпня 2000 по 1 вересня 2002 логотипом був стилізований лелека, а позаду нього був зелено-червоний округлий прямокутник. Перебував у лівому верхньому куті. Під час випусків новин логотип був зменшеним у розмірі.
- З 2 вересня 2002 по 25 вересня 2006 був логотип, який являв собою букви БТ, з'єднані разом, абревіатура складалася з сірих напівпрозорих прямокутників і логотип був напівпрозорим. Перебував там же.
- З 26 вересня 2006 по 4 листопада 2011 логотип являв собою сіру напівпрозору позолочену одиницю з білоруським двуколором поруч і логотип був напівпрозорим. Перебував там же.
- З 5 листопада 2011 по даний час логотип являє собою червоний квадрат з цифрою 1, під ним зелений прямокутник зі словом «БІЛОРУСЬ». Міститься в правому верхньому куті.
- У Новий рік 2011—2012 у логотипу внизу гілочка ялинки з іграшками, а кожні 30 секунд на логотипі показує 2012.

## Передачі
- «Тільки жінка знає»
- «До тещі на млинці»
- «Ранкова хвиля»
- «Все шляхом»
- «Коробка передач»
- «Шоу Світлани Борівської»
- «Лікарські таємниці з доктором А. Терещенко»
- «Відрядження»
- «Зямля беларуская»
- «Добрати раніци, Білорусь!»
- «Культурні люди»
- «Епоха»
- «Здоров'я»
- «Існасць»
- «Відеожурнал Ліги Чемпіонів УЄФА»
- «Арсенал»

### Колишні проекти
- «Євробачення»
- Дитяче «Євробачення»

## Цензура та пропаганда
Міжнародні експерти та білоруська опозиція традиційно називають державне телебачення одним і найважливіших пропагандистських інструментів режиму Лукашенка. Його звинувачують в дезінформації, пропаганди політичних репресій, маніпуляціях на виборах і образах критиків режиму.
Співробітники і топ-менеджери державних телевізійних компаній, в тому числі Белтелерадіокомпанії, якої належить «Білорусь 1», неодноразово потрапляли в «Чорний список ЄС», були включені до списку спеціально позначених громадян і заблокованих осіб США, санкційних списків Великої Британії, Швейцарії.
За словами журналістки агентства теленовин, яка покинула канал під час протестів у Білорусі в серпні 2020 року, «Білорусь 1» зазнав жорсткої цензури. Наприклад, був список людей, чиї імена не можна було назвати у новинах, де були й опозиційні політики, був чорний список економістів та політологів, у яких не можна було брати коментарі, слова «сталінізм», «культ особи», «ГУЛАГ» не допускалися до оповідань. Наявність цензури підтвердив і журналіст АТН Олександр Лучонак, який також подав у відставку на знак протесту проти пропаганди.